# Lijst van titels en onderscheidingen van de Spaanse Kroon

Wapenschild van de Spaanse Koning

Dit is een lijst van titels en onderscheidingen van de Spaanse Kroon.
De huidige Spaanse grondwet spreekt over de monarchie als de Kroon van Spanje en de constitutionele titel van de vorst is "rey/reina de España" (koning/koningin van Spanje). De grondwet laat aan de andere kant ook wel het gebruik van andere titels met betrekking tot de Spaanse kroon toe.

## Titels van de koning van Spanje

### Koninkrijken

Groot Koninklijk Wapenschild van Karel III(1761-1868) tot Alfons XIII(1875-1931)

- Koning van Spanje
- Koning van Castilië
- Koning van Léon
- Koning van Aragon
- Koning van Jeruzalem
- Koning van Navarra
- Koning van Granada
- Koning van Majorca
- Koning van Toledo
- Koning van Sevilla
- Koning van Valencia
- Koning van Galicië
- Koning van Córdoba
- Koning van Minorca
- Koning van Murcia
- Koning van Jaén
- Koning van de Algarve
- Koning van Algeciras
- Koning van Gibraltar
- Koning van de Canarische Eilanden
- Koning van de Spaanse Oost en West Indies en van het vasteland en de eilanden van de Grote oceaan

### Aartshertogdommen
- Aartshertog van Oostenrijk

### Hertogdommen
- Hertog van Bourgondië
- Hertog van Brabant
- Hertog van Milaan
- Hertog van Athene
- Hertog van Neopatria
- Hertog van Limburg

### Graafschappen

Ketting van een ridder in de Orde van het Gulden Vlies.

- Graaf van Habsburg
- Graaf van Vlaanderen
- Graaf van Tirol
- Graaf van Roussillon
- Graaf van Cerdanya
- Graaf van Barcelona
- Graaf van Gerona
- Graaf van Osona
- Graaf van Besalú
- Graaf van Covadonga

### Heerlijkheden
- Heer van Biskaje
- Heer van Molina de Aragón

### Militaire rang
- Kapitein-generaal  van het Koninklijke Spaanse leger.

### Heraldische ordes in Spanje
- Soeverein Grootmeester in de Orde van het Gulden Vlies
- Grootmeester van de Orde van Karel III
- Grootmeester van de Orde van Isabella de Katholieke
- Grootmeester van de Orde van de Heilige Ferdinand
- Grootmeester van de Orde van Sint-Hermenegildus
- Grootmeester van de Orde van Onze Lieve Vrouwe van Montesa
- Grootmeester van de Orde van Alcántara
- Grootmeester van de Orde van Calatrava
- Grootmeester van de Orde van Sint-Jacob van het Zwaard
- Grootmeester van de Maria-Louisa-orde

## Titels van erfgenaam van de Spaanse Kroon

### Prinsdommen
- Prins van Asturië — titel van de erfgenaam van het koninkrijk Spanje en vroeger Kroon van Castilië-León
- Prins van Girona — titel van de erfgenaam van de Kroon van Aragón
- Prins van Viana — titel van de erfgenaam van het Koninkrijk Navarra

### Hertogdommen, Graafschappen en Heerlijkheden
- Hertog van Montblanc  — titel van de erfgenaam van het Prinsdom Catalonië
- Graaf van Cervera — titel van de opvolger van het Koninkrijk Valencia
- Heer van Balaguer — titel van de erfgenaam van het Koninkrijk Majorca

### Heraldische ordes van de troonopvolger in Spanje
- Ridder in de Orde van het Gulden Vlies
- Ridder in de orde van Orde van Karel III
- Ridder met Groot Kruis in de Orde van Sint-Hermenegildus
- Commandeur-Majoor van Castilië in de [[Orde van Sint-Jacob van het Zwaard]]
- Ridder in de Orde van Alcántara
- Ridder in de Orde van Calatrava
- Ridder in de Orde van Onze Lieve Vrouwe van Montesa